# Kanton Lormes
Kanton Lormes (francouzsky Canton de Lormes) je francouzský kanton v departementu Nièvre v regionu Burgundsko. Tvoří ho 10 obcí.

## Obce kantonu
- Bazoches
- Brassy
- Chalaux
- Dun-les-Places
- Empury
- Lormes
- Marigny-l'Église
- Pouques-Lormes
- Saint-André-en-Morvan
- Saint-Martin-du-Puy